# St. Benignus (Pfäffikon ZH)

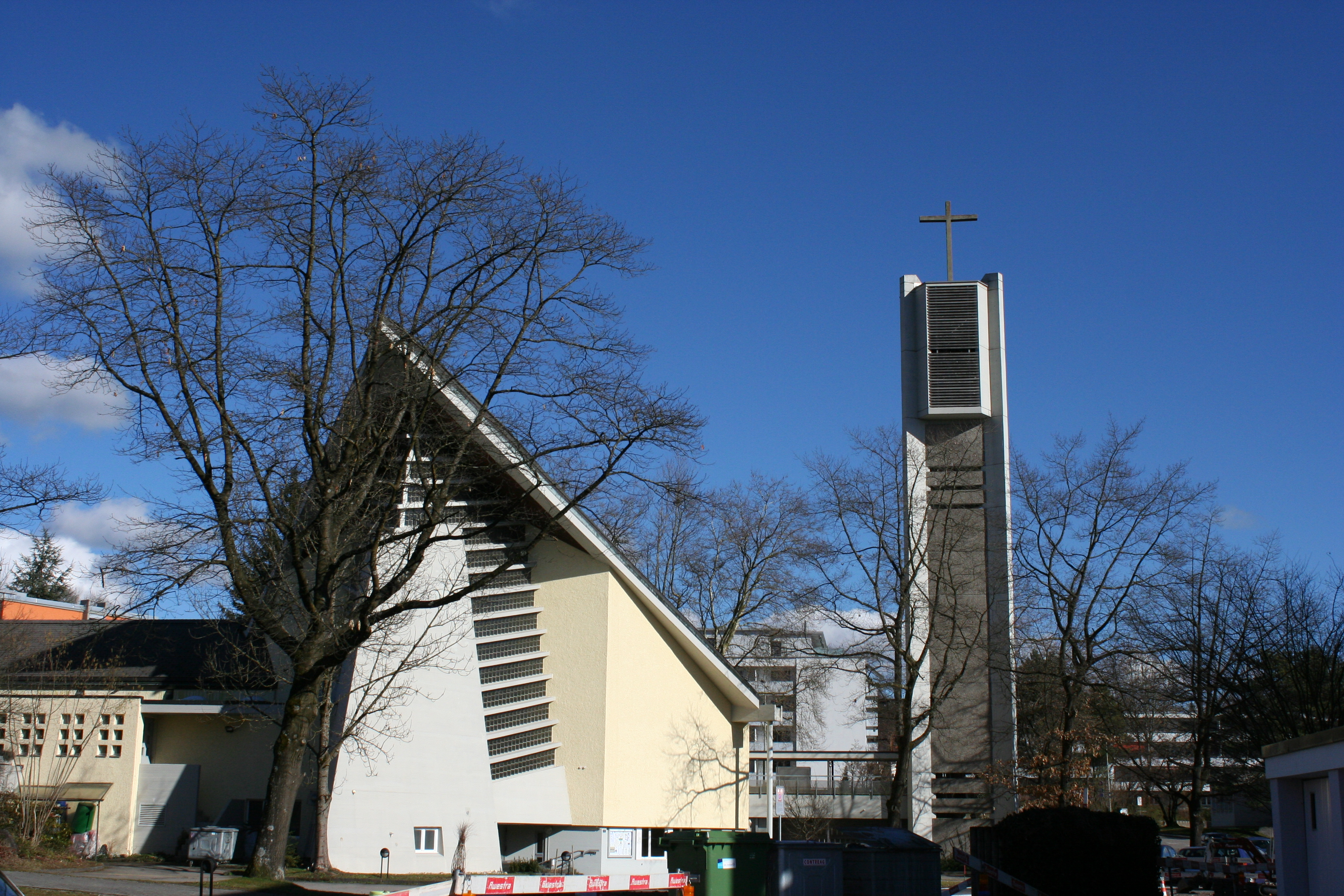
Römisch-katholische Kirche St. Benignus

Die Kirche St. Benignus ist die römisch-katholische Pfarrkirche von Pfäffikon ZH im Zürcher Oberland. Sie steht an der Kreuzung der drei Strassen Schäracker-, Obermatt- und Russikerstrasse. Die dazu gehörige Kirchgemeinde ist neben Pfäffikon auch zuständig für die Orte Fehraltorf, Russikon und Hittnau sowie deren Aussenwachten. Es handelt sich um die einzige Kirche in der deutschsprachigen Schweiz, die dem Hl. Benignus geweiht ist.

## Geschichte

### Vorgeschichte und Namensgebung
Der christliche Glaube kam erstmals durch die Römer in die Region des heutigen Zürcher Oberlandes. Im Römerkastell Irgenhausen am Pfäffikersee ist das Fundament der ersten christlichen Kirche der Region noch heute zu sehen. Dieses Kastell lag an der Römerstrasse, die von Italien über die Bündner Alpen an den Zürichsee und dann von Kempraten über Irgenhausen-Pfäffikon-Oberwinterthur nach Pfyn an der rhätischen Grenze verlief, wo sich die Strasse teilte, um nach Eschenz bei Stein am Rhein zur Überquerung des Flusses, andererseits nach Arbon und Bregenz an den Bodensee zu führen.
Nach dem Zusammenbruch des Römischen Reichs kam der christliche Glaube ein zweites Mal durch die Mönche Gallus und Columban um das Jahr 610 in die Ostschweiz. Der burgundische König Dagobert I., der seit 629 an der Spitze des Fränkischen Reiches stand, wollte dem Christentum in seinem Land zum Durchbruch verhelfen und gründete deshalb etliche Kirchen, die dem Dijoner Heiligen Benignus geweiht waren. Bei der Erweiterung seines burgundischen Teilreiches weit in den Osten bis in die Appenzeller Alpen stiftete er auch im neu eroberten Gebiet einige Kirchen, so die Kirche im alten Römerkastell von Oberwinterthur oder die St. Dionyskapelle bei Wurmsbach. Da das Kastell Irgenhausen auch in nachrömischer Zeit wegen der alten Römerstrasse wichtig geblieben war, stiftete Dagobert I. auf dem Gelände des Römerkastells bei Pfäffikon die Kirche St. Benignus, welche zu dieser Zeit die einzige Kirche der ganzen Region gewesen war. Diese Kirche war auf Grund und Boden des Königs erbaut worden, auf dem auch der Hof stand, der fortan zum Unterhalt der Kirche und des Priesters diente. Der Name Pfäffikons, der in einer Urkunde aus dem Jahr 911 erstmals als Faffinchova, im Jahr 1308 als Pfeffikon erwähnt wird, bedeutet „Paffenhoff = Pfarrhof“. Bis zur Gründung der jüngeren Kirchen in Dürnten, Hinwil und Illnau waren alle Bewohner der Region zur St. Begnignuskirche im Kastell und später in Pfäffikon kirchgenössig.
Wohl im frühen 8. Jahrhundert wurde die Kirche vom Kastell ins Dorf Pfäffikon verlegt. Als am 11. August 811 in der Vorhalle der Benignuskirche Pfäffikon der Grundbesitzer Wolfcrim eine Schenkung an das Kloster St. Gallen vollzog, wurde in der entsprechenden Urkunde die Benignuskirche samt Dorf das erste Mal urkundlich erwähnt.
Nachdem die Benignuskirche in Pfäffikon samt dem Hof Irgenhausen während mehr als drei Jahrhunderten Königsgut geblieben war, schenkte am 16. Mai 960 Otto der Grosse Kirche, Wittum, Zehnt und Filialen dem Kloster St. Martin in Disentis. 965 fügte er auch noch den Hof Pfäffikon dazu. Diese Schenkungen an das Kloster Disentis nahm Otto der Grosse vor, um den für die Reichspolitik wichtigen Weg über den Lukmanierpass zu sichern. Da sich die Bewohner von Pfäffikon dem Kloster eng verbunden fühlten, verehrten sie den Patron des Klosters Disentis, den Hl. Martin wie den eigenen, sodass die Verehrung des Hl. Benignus zunehmend in den Hintergrund trat. Es ist anzunehmen, dass bei der Errichtung der zweiten Kirche in Pfäffikon um das Jahr 1000 das Patrozinium an den Hl. Benignus erlosch und durch dasjenige des Hl. Martin ersetzt wurde. Bezeugt ist der Hl. Martin als Kirchenpatron erst durch das Siegel des Priesters am Anfang des 14. Jahrhunderts.
Archäologische Ausgrabungen haben ergeben, dass der erste Kirchbau im Ortszentrum von Pfäffikon ZH merowingisch-karolingisch war und aus dem 8. Jahrhundert stammte. Diese erste Kirche war wie diejenige vom Kastell dem Hl. Benignus, dem Patron der Kathedrale von Dijon, geweiht. Die zweite Kirche wurde um das Jahr 1000 errichtet und erhielt wohl als Patron den Hl. Martin von Tours, den Patron der Klosterkirche von Disentis. Im späten Mittelalter wurden Chor, Fenster, Gewölbe und Strebepfeiler der Kirche spitzbogig erbaut, einer der Strebepfeiler trägt die Jahreszahl 1487. Der Kirchensatz kam im Jahr 1414 vom Kloster St. Gallen an die Ritter von Landenberg-Werdenberg. Er wurde im Jahr 1459 samt Zehnten in Auslikon dem Ritter Hermann von Eptingen versetzt, 1536 wurde das Lehen von Hans von Breiten-Landenberg dem Rat von Zürich überlassen.
Seit der Reformation in Zürich war der katholische Gottesdienst im Kanton Zürich verboten, weshalb die Kirche von Pfäffikon ZH fortan für den reformierten Gottesdienst verwendet wurde. Erst das Toleranzedikt aus dem Jahr 1807 erlaubte den zugewanderten Katholiken, wieder katholische Gottesdienste zu feiern, vorerst allerdings nur in der Stadt Zürich. Bei der Gründung der modernen Eidgenossenschaft im Jahr 1848 wurde in der Verfassung die Glaubens- und Niederlassungsfreiheit verankert, sodass der Aufbau katholischer Gemeinden im ganzen Kanton Zürich möglich wurde. 
Im Juni 1866 wurde im Gasthaus Pilgersteg, das zwischen Dürnten und Rüti ZH lag, die erste Hl. Messe seit der Reformation im Zürcher Oberland gefeiert. Die Kapuzinerpatres des Klosters Rapperswil hatten sich dem Bistum Chur gegenüber verpflichtet, die Seelsorge im Zürcher Oberland zu übernehmen. Die damals zugewanderten Katholiken waren meist arm und lebten in der ganzen Region verstreut, was den Aufbau einer katholischen Gemeinde erschwerte. Im Jahr 1874 wurde die St. Margarethenkirche in Wald eingeweiht und ab dem Jahr 1882 von Weltpriestern geführt. Die heutige katholische Pfarrei von Pfäffikon ZH ist eine Gründung der Pfarrei St. Franziskus Wetzikon.

### Entstehungs- und Baugeschichte
Am 17. April 1923 wurde in Pfäffikon ZH Land für den Bau einer katholischen Kirche erworben. Am 15. August 1925 wurde Pfäffikon ZH zum Pfarrrektorat ernannt. Zehn Tage später wurde eine erste Kirche mit Eternitverkleidung benediziert. Es handelte sich um eine Herz-Jesu-Kirche. Im Jahr 1927 wurde das Pfarrhaus erbaut und im Sommer 1928 wurde Pfäffikon ZH zu einer eigenständigen Pfarrei erhoben und von St. Franziskus Wetzikon abgetrennt. 
Am 1. Oktober 1961 erfolgte der Spatenstich für den Bau der heutigen Kirche St. Benignus. Die Grundsteinlegung fand am 27. Mai 1962 statt, die Kirche wurde am 3. November 1963 eingeweiht. Im Jahr 1976 erhielt die Kirche ihre heutige Orgel, 1989 erfolgte eine Innenrenovation der Kirche. Im Jahr 2010 wurden die Kirche und das Pfarreizentrum durch Architekt Walter Moser umgebaut.
Die Pfarrei St. Benignus ist mit ihren 5'575 Mitgliedern (Stand 2021) eine der mittelgrossen katholischen Kirchgemeinden des Kantons Zürich.

## Baubeschreibung

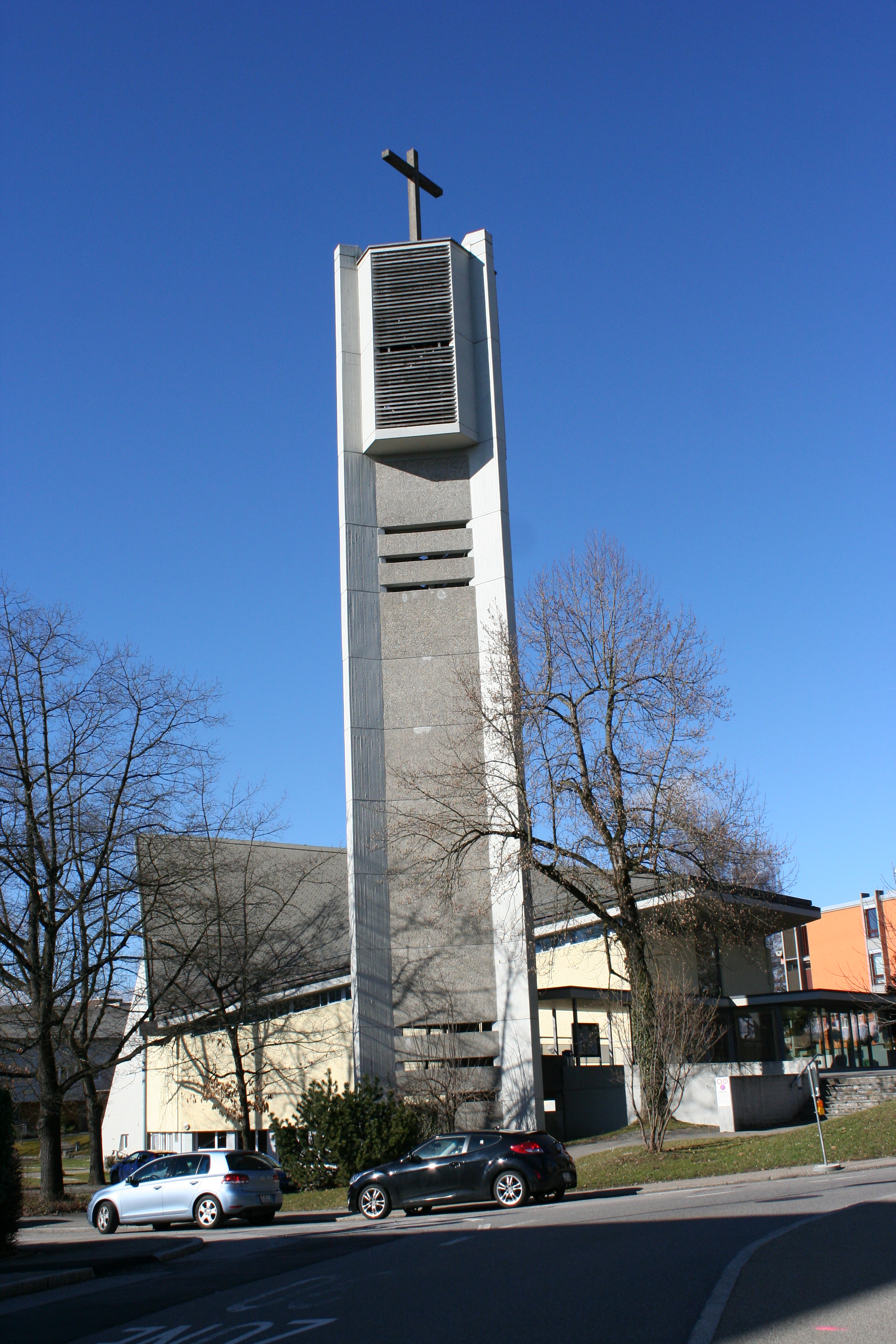
Kirchturm

### Kirchturm und Äusseres
Der Kirchturm ist von weitem gut sichtbar. Es handelt sich um eine Betonkonstruktion, welche das fünfstimmige Geläut birgt. Dieses erklingt, von der grossen Glocke ausgehend, in C-Dur auf: c / e / g / a / c. Es verkörpert das Motiv Salve Regina mit verdoppeltem Grundton.
| Nummer | Gewicht | Ton | Widmung        | Inschrift                                                                                 |
| ------ | ------- | --- | -------------- | ----------------------------------------------------------------------------------------- |
| 1      | 2500 kg | c1  | Dreifaltigkeit | Dem einen Gott in drei Personen – Verherrlicht und traget Gott in eurem Leib              |
| 2      | 1350 kg | e1  | Jesus Christus | Lass sie alle eins sein                                                                   |
| 3      | 760 kg  | g1  | Maria          | Selig bist du, weil du geglaubt hast – Steh fest im Glauben                               |
| 4      | 530 kg  | a1  | Schutzengel    | Vertrau auf den Herrn – Er ist die Hoffnung und die Auferstehung – Der Herr ist mein Hirt |
| 5      | 320 kg  | c2  | Benignus       | Gott ist die Liebe – Einer trage des Anderen Last                                         |

### Innenraum und künstlerische Ausstattung

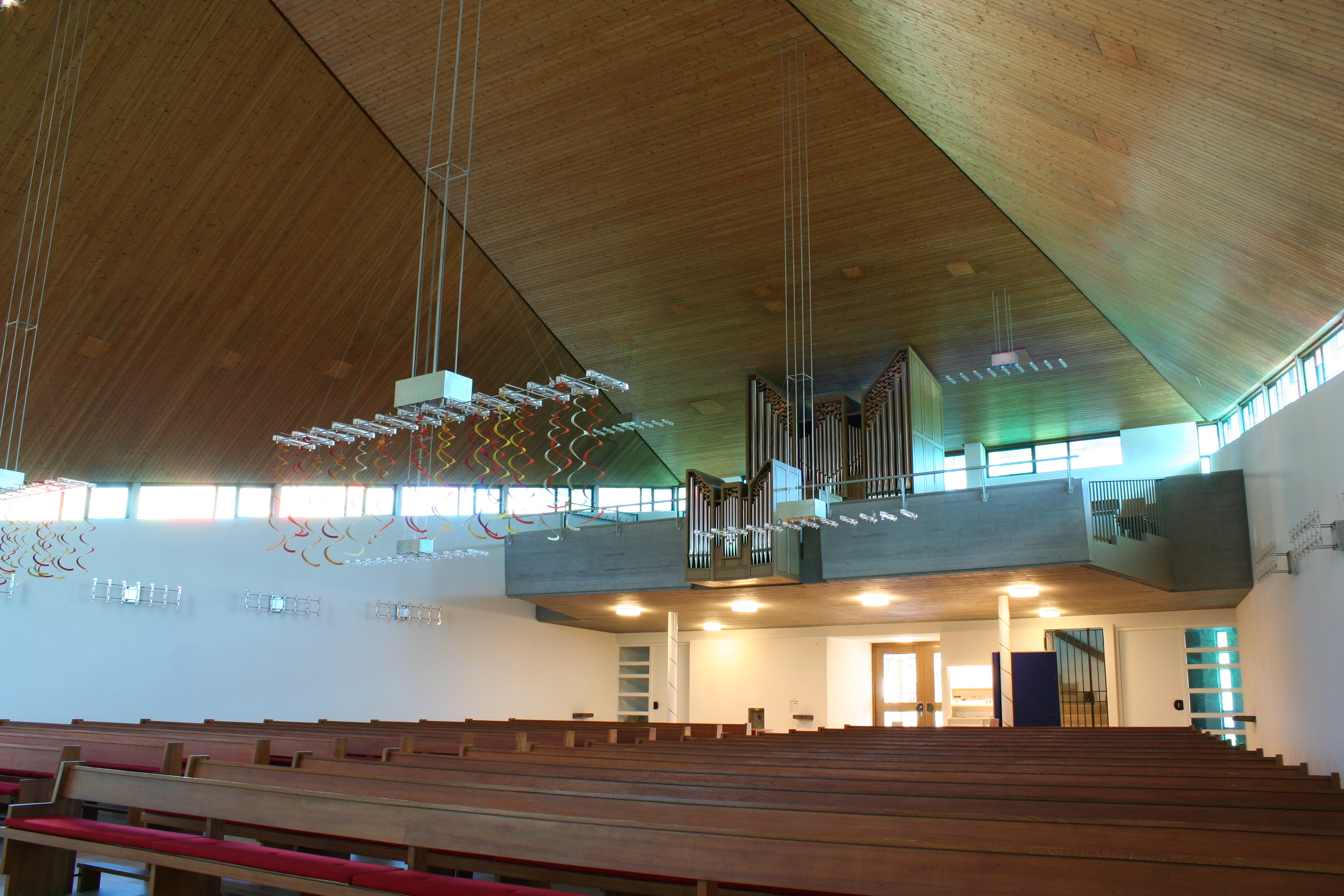
Innenansicht

Durch ein im Jahr 2010 erbautes Foyer, welches das bisherige Vordach ersetzt, gelangt man durch das Portal die Kirche. Diese ist einschiffig, was den Gemeinschaftscharakter der Gottesdienstgemeinde betont. Der Raum weist einen polygonalen Grundriss auf und wird im Altarraum spitzförmig abgeschlossen. Das Kirchendach steigt vom Eingangsbereich an, sodass über dem Altarbereich das Raumvolumen am grössten ist. Ein Fensterband, das im Kirchenschiff unterhalb der Decke verläuft, lässt Tageslicht in den Kirchenraum. Das Fenster im Chor besteht aus Glasbausteinen, welche im Jahr 1990 ihre heutige Farbgebung erhielten. Der Entwurf der farblichen Gestaltung stammt von Hansulrich Beer, Hittnau, die Kunstgalerie Mathies in St. Gallen hat den Entwurf technisch umgesetzt. Die Kirchenbänke sind in zwei Reihen auf den Altarraum ausgerichtet. 
Beim Bau der Kirche war das Zweite Vatikanische Konzil im Gange, weshalb der massive Steinaltar ursprünglich noch auf die Chorwand und das von der Decke herabhängende Kruzifix ausgerichtet war. Der Tabernakel befand sich dabei auf dem Altar. Nach dem Konzil wurde der Altar den Gläubigen zugewendet und der Tabernakel fand auf der rechten Seite an der Wand seine Aufstellung. Im Jahr 2010 wurde der Altarraum erneut umgestaltet. Der massive, um mehrere Stufen vom Kirchenraum abgehobene Altar wurde durch einen neuen ersetzt, der nur mehr um eine Stufe vom Kirchenraum abgesetzt ist. Die Altarplatte, welche aus dem Stein des alten Altars gewonnen wurde, ruht nun auf transparenten Beinen, ebenso der Tabernakel, der Ambo und der Osterleuchter. Hinter dem Altar befindet sich ein Kruzifix, an dem ein überlebensgrosser Christus angebracht ist. Links vom Altarraum ist eine Muttergottesstatue mit Kind.  

### Orgel

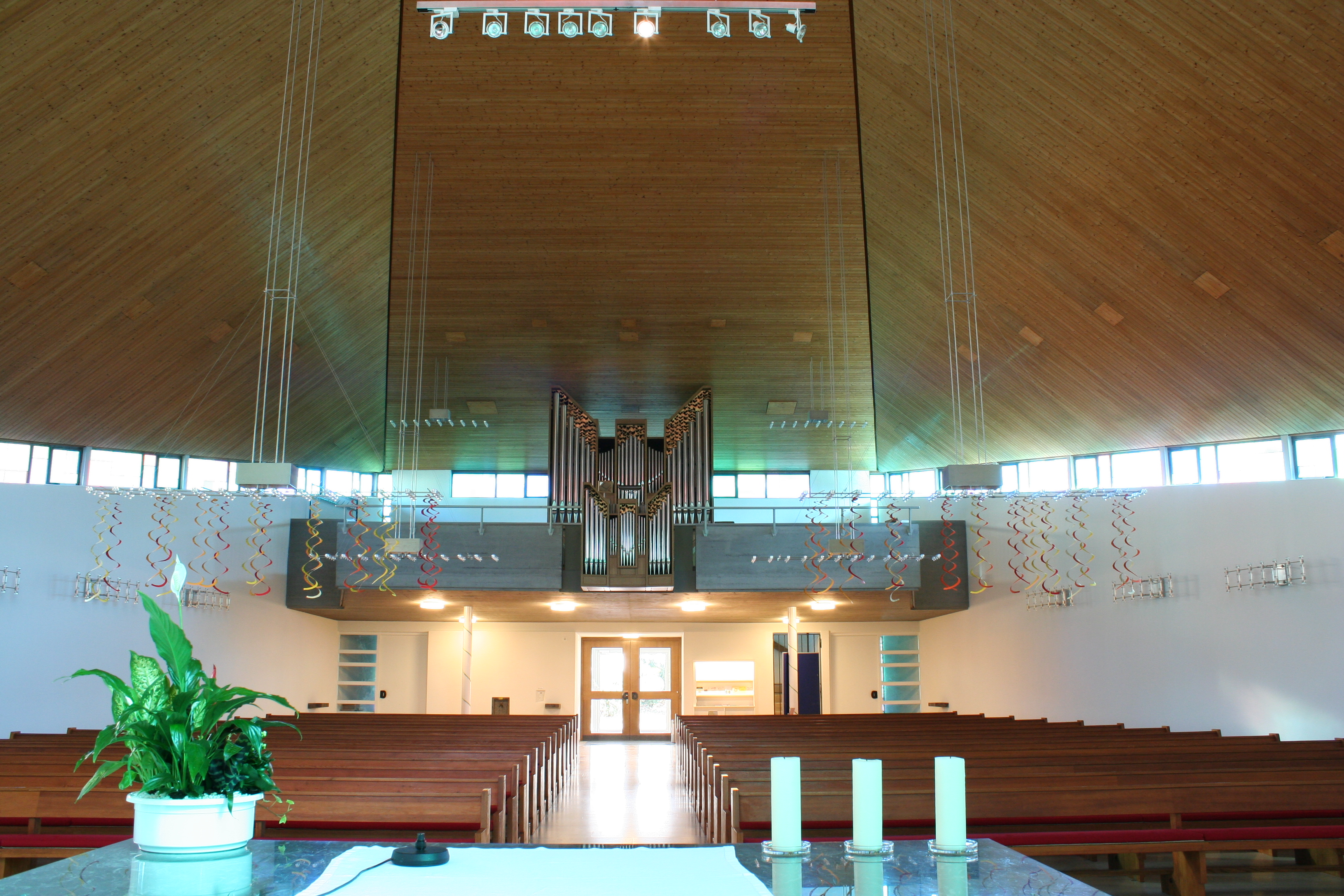
Blick zur Späth-Orgel von 1976

Die Orgel der Kirche St. Benignus wurde im Jahr 1976 durch die Firma Späth, Rapperswil, in Zusammenarbeit mit Richard P. Krieg nach einem Projekt samt Expertise von Josef Bucher, Zürich, konzipiert. Die Intonation der Orgel nahm Hans Späth vor. Das Instrument besitzt einen freien Spieltisch, die Traktur und Registratur erfolgen rein mechanisch. 18 Register verteilen sich auf zwei Manuale und Pedal. Die Orgel hat folgende Disposition:
| I Hauptwerk C–g3 |        |
| Prinzipal        | 8′     |
| Koppelflöte      | 8′     |
| Spitzgambe       | 8′     |
| Oktave           | 4′     |
| Blockflöte       | 4′     |
| Nazard           | 2 ⁄3′  |
| Oktave           | 2′     |
| Terz             | 1 3⁄5′ |
| Mixtur IV        | 1′     |

| II Rückpositiv C–g3 |       |
| Gedackt             | 8′    |
| Praestant           | 4′    |
| Rohrflöte           | 4′    |
| Prinzipal           | 2′    |
| Quinte              | 1 ⁄3′ |
| Vox humana          | 8′    |
| Tremulant           |       |

| Pedal C–f1 |     |
| Subbass    | 16′ |
| Bourdon    | 8′  |
| Trompete   | 4′  |

- Koppeln: II/I, I/P, II/P
- Spielhilfen: Absteller (als Tritte) für Mixtur 1′ und Trompete 8′.

### Kapelle
Auf der rechten Seite der Kirche ist eine Kapelle angebaut, deren Wand zur Kirche hin geöffnet werden kann. Ein Holzaltar dient für die Feier der Eucharistie. An der Wand hinter dem Altar befindet sich ein Holzrelief, das das Abendmahl darstellt.